# Милан Лешњак
Милан Лешњак (Београд, 9. септембар 1975) српски је фудбалски тренер и бивши фудбалер.

## Каријера
Играо је на позицији одбрамбеног играча. Током играчке каријере наступао је за београдску Црвену звезду и Обилић, белгијски Клуб Бриж и руски Сатурн Раменскоје. Такође је играо за репрезентацију СР Југославије до 21 године.
Лешњак је 2013. године био тренер Напретка из Крушевца. Од априла 2022. године постављен је за тренера Чукаричког.

## Успеси

### Клуб
Обилић
- Првенство СР Југославије : 1997/98.

Клуб Бриж
- Куп Белгије : 2001/02.
- Суперкуп Белгије : 1998.